# Ерфуртський скарб

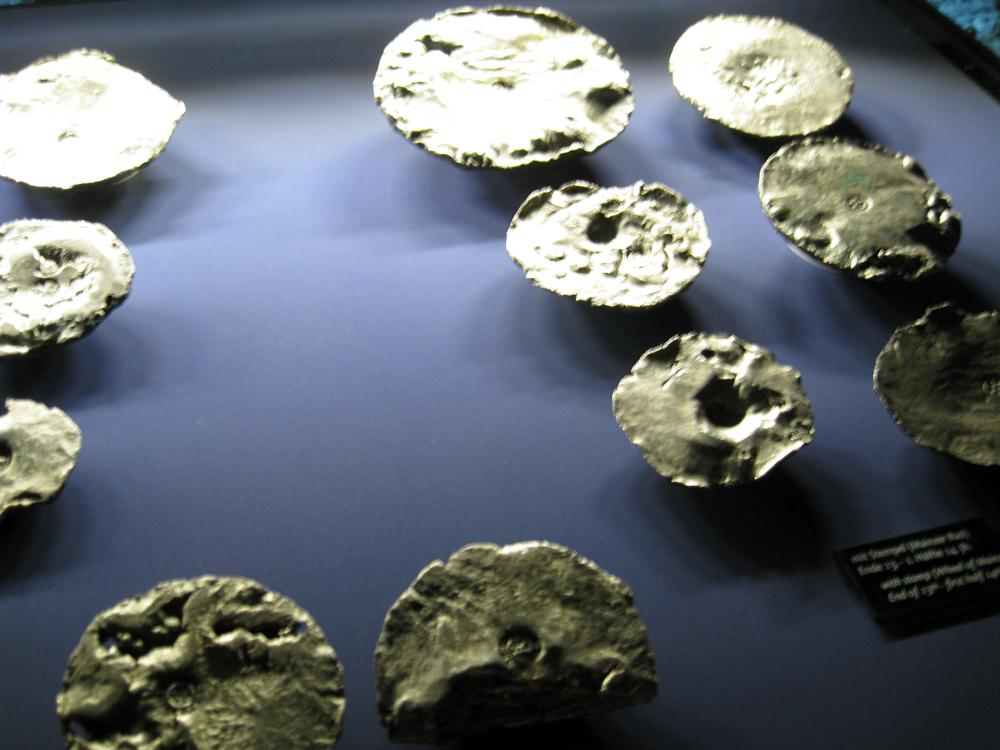
Ерфуртський скарб. Зберігається в Старій синагозі Ерфурта

Ерфуртський скарб (нім. Jüdischer Schatz von Erfurt) — скарб, що містить монети, роботи ювелірів та ювелірні прикраси, які належали єврейському купцю Кальману, який сховав їх у 1349 р. під час Ерфуртської різанини, під час якої загинув і сам. Ці фрагменти знайшли в 1998 році в стіні будинку в середньовічному єврейському кварталі в місті Ерфурт, Німеччина.

## Історія відкриття
У 1998 році у Старому місті Ерфурта було проведено археологічні дослідження. Оскільки під новим комплексом на ділянці Michaelisstraße 43/44, поблизу старої синагоги, збереглася стара підвальна стіна, яка використовується як місце для зберігання велосипедів, там не було розкопок. Проте випадково будівельники наткнулися на затиснуту під кладкою срібну чашу. Припускаючи, що це шматок олова, вони поклали знахідку у свій будівельний візок. Лише через деякий час після більш ретельних досліджень значення чаші стало зрозумілим, і археологи почали збирати скарб, заритий під стіною підвалу.
Дослідження показали, що колишнім власником був багатий єврей-лихвар і банкір Кальман родом з міста Віе, який, мабуть, сховав свої цінності під час погрому в 1349 р., побоюючись пограбування. Він сам загинув під час різанини в Ерфурті 21 березня 1349 р.

## Знахідка
Скарб має загальну вагу 28 кілограмів. Він складається з 3141 срібної монети, 14 злитків срібла різного розміру, одного набору срібного посуду, що складається з восьми чашок, глека та чаші для пиття, а також понад 700 окремих предметів, частково інкрустованих дорогоцінним камінням, золотом та сріблом. Особливо виділяються вісім брошок різного розміру та форми, захованих у так званому «двоголовому» (насправді подвійному горщику) з частково пишною кам'яною обробкою, а також сім кілець із золота та срібла. Але найбільшу частку становлять деталі ременя та комплекти одягу.
Перлиною скарбу є надзвичайно філігранно та майстерно виконана обручка, на якій вигравіювано слова Мазаль Тов (івр. מזל טוב‎) на івриті. Серед восьми перснів Ерфуртського скарбу єврейська обручка — найскладніший і водночас найчудовіший предмет з усього скарбу. Громіздке кільце, за середньовічною єврейською традицією, зроблене з чистого золота і без будь-якої обробки дорогоцінним камінням, просто носили під час весільної церемонії.
Нижня сторона його широкого вінця оздоблена зображенням двох зчеплених рук — стародавня алегорія подружньої вірності. З його боків два крилаті дракони несуть витончену готичну храмову архітектуру. Наскільки відомо на сьогодні, у всьому світі існує тільки два подібні середньовічні обручки одного і того ж виду.
Найкрасивішими прикрасами Ерфуртського скарбу є, без сумніву, вісім брошок різного розміру та форми, частково з рясним орнаментом з дорогоцінного каміння. Три брошки утворюють групу, датовану кінцем XIII століття, що характеризується дуже схожими філігранними зображеннями тварин, а також їх оздобленням кольоровим дорогоцінним камінням та перлами. Ще одна брошка зображує лук і стріли, а також прапор із написом середньонімецькою мовою «OWE MINS H(ERZ)» — приблизно перекладається як «Убийте моє серце».
Одинадцять срібних судин утворюють грандіозний ансамбль срібного посуду. Він складається з подвійної чашки, неглибокої посудини для пиття, одного глека, а також набору з восьми вкладених мензур.
Знахідка Ерфуртського скарбу також примітна з нумізматичного погляду, оскільки монети є одними з перших, які були використані далі, ніж локально чи регіонально: знахідка містить 3141 турський грош. Більшість монет Ерфуртського скарбу містять легенди Людовіка IX, Філіппа III, Філіппа IV або Філіппа V.
Крім того, знахідка містить 14 срібних злитків, також відомих як «Gusskönige» німецькою (назва шматка металу, коли він був витягнутий з виливка). За винятком одного винятку, кожен екземпляр був відзначений печаткою. На п'яти злитках зображено майнцьке колесо — емблема архієпископа Майнца. Можливо, їх було зроблено на Ерфуртському монетному дворі.
Подібні скарби були заховані за часів переслідувань єврейських громад в Кольмарі, Вайсенфельсі, Лінгенфельді, Мюнстері та Сьроді-Шльонській. Проте розмір Ерфуртського скарбу — значно більший за будь-який інший.

## Презентації
Виставка «Trésors de la Peste Noire», що проходила в Національному музеї Клюні, Париж, квітень-вересень 2007 року, представляла предмети скарбу разом із Кольмарським скарбом.
Виставку «Erfurt: Jewish Treasures from Medieval Ashkenaz» було представлено у музеї Університету-Єшиви Центру єврейської історії в Нью-Йорку з 9 вересня 2008 року по 29 січня 2009 року.
Скарб був виставлений у Лондоні у Зібранні Уоллеса та у Музеї Діаспори (івр. ‏בית התפוצות) в Тель-Авіві, перш ніж перейти на постійну експозицію в недавно відреставрований музей Старої синагоги XI століття в Ерфурті.